# Фаррагут-Уэст
Фаррагут-Уэст (англ. Farragut West) — подземная пересадочная станция Вашингтонгского метро на Синей, Оранжевой и Серебряной линиях. Она представлена двумя боковыми платформами. Станция обслуживается Washington Metropolitan Area Transit Authority. Расположена западнее площади Фаррагут-сквер в Даунтауне с двумя выходами на 1-й улице между 17-й и 18-й улицами, Северо-Западный квадрант Вашингтона. Это 4-я по загруженности станция Вашингтонского метрополитена. Пассажиропоток — 8.992 млн. (на 2001 год).
Станция была открыта 1 июля 1977 года.
Открытие станции было совмещено с завершением строительства ж/д линии длиной 19,0 км, соединяющей Национальный аэропорт и РФК Стэдиум, и открытием станций Арлингтонское кладбище, Вашингтонский национальный аэропорт имени Рональда Рейгана, Истерн-Маркет, Кристал-сити, Кэпитал-Саут, Л'Энфант плаза, Мак-Фёрсон-сквер, Пентагон, Пентагон-сити, Потомак-авеню, Росслин, Смитсониан, Стэдиум-Армэри, Федерал-Сентер Саут-Уэст, Федерал-Триэнгл и Фогги-Боттом — ДВЮ. Оранжевая линия обслуживает станцию со времени открытия 20 ноября 1978 года. 28 октября 2011 года был открыт наземный пешеходный переход на станцию Фаррагут-Норт, обслуживаемую Красной линией, благодаря которому бесплатно за 30 минут пешком можно сделать пересадку между станциями. Открытие Серебряной линии запланировано на 2013 год.